# Michael Amott
Michael Amott (Londres, Inglaterra, 28 de julho de 1969) é um guitarrista e compositor anglo-sueco. É membro fundador das bandas Arch Enemy, Spiritual Beggars, e Carnage, também é ex-membro da banda de death metal Carcass. Ele é o irmão mais velho de Christopher Amott. Algumas de suas maiores influências na música tem sido Michael Schenker e Dave Mustaine.
Após o Carcass, fundou a banda de stoner rock Spiritual Beggars. Em 1996 fundou a banda Arch Enemy, juntamente com seu irmão e guitarrista Christopher Amott, e o vocalista Johan Liiva, ex-companheiro do Carnage.
Foi classificado #74 de 100 Melhores Guitarristas de Heavy Metal de Todos os Tempos pela Guitar World.

## Biografia
Cresceu em Halmstad, Suécia, começou a tocar guitarra durante sua adolescência, aprendendo a tocar copiando bandas punk/hardcore e thrash metal/speed metal de sua coleção de discos. Michael logo passou a um novo nível no seu modo de tocar e tornou-se influênciado por guitarristas como Frank Marino, Michael Schenker, Dave Mustaine, Adrian Smith, e Uli Jon Roth. Ele afirmou em revistas de guitarra que tem preferência por escalas pentatônicas. Michael co-formou a banda de death metal, Carnage, em 1988 com o vocalista Johan Liiva, e lançou duas fitas demo que foram amplamente negociadas, ganhando interesse instantâneo no underground. Atormentado por constantes mudanças na formação, o Carnage gravou seu único álbum Dark Recollections com Michael como único membro original, mas finalmente quando o álbum foi lançado pela gravadora Necrosis em 1990, a banda já havia se separado.
Pouco tempo depois, Michael foi recrutado pela banda Carcass em 1990, e lançou o álbum seminal Necroticism - Descanting the Insalubrious em 1991, a banda ainda viria a lançar seu álbum mais vendido, Heartwork, em 1993, ajudando a definir o que hoje é conhecido como death metal melódico.
Michael saiu do Carcass em 1993, e decidiu formar uma banda influenciada pelo rock clássico, Spiritual Beggars. A banda lançou seu álbum de estreia Spiritual Beggars em 1994, que levou a assinar um contrato com a gravador europeia Music for Nations, que lançou Another Way to Shine em 1996.

## Técnica
O estilo dos solos de Michael incorpora as sensibilidades modernas, mantendo o espírito e gosto de guitarristas de metal clássico dos anos 70. Isto é verdade não só no contexto do metal "retrô" de Spiritual Beggars, mas também dentro do death metal melódico do Arch Enemy. Amott é autodidata e sua influência mais imediata é Michael Schenker. Ele usa uma mistura de licks pentatônicas e modo Aeolian, ao invés de os estilos neo-clássicos mais comuns que você pode esperar de um guitarrista daquela geração. Ele também reconhece a inspiração por Uli Jon Roth, Frank Marino, Ritchie Blackmore e Tony Iommi, mas estes são menos óbvios em seu modo de tocar. Amott tende a favorecer o pedal wah, usando-o como um filtro dinâmico para alterar o tom de uma nota, "a la Schenker", ou como um meio para colocar um acento dramático em trinados e curvas. Amott também é conhecido por sua ampla e expressiva técnica vibrato. 

## Bandas
- Disaccord (guitarra, 1983-1984, 1986-1988)
- Carnage (guitarra, 1989-1991)
- Carcass (guitarra, 1990-1993, 2008-2012)
- Spiritual Beggars (guitarra, 1994-presente)
- Arch Enemy (guitarra, 1996-presente)
- Candlemass (guitarra, 1997-1998)